# 페스카라도
페스카라도(이탈리아어: Provincia di Pescara)은 이탈리아 아브루초주의 도이다. 도청 소재지는 페스카라이다. 면적은 1,225 km2, 인구는 312,215(2007)이다.